# Centrino
Centrino (of Centrino Mobile Technology) is een mobiel platform voor laptops van Intel. Het mobiele platform werd in 2003 geïntroduceerd en combineert een Pentium M-processor met Wireless LAN. Naast de basisversie zijn er versies voor zakelijke systemen en voor systemen met dual-core-processors. Deze versies worden van elkaar onderscheiden door middel van verschillende logo's. Sinds de introductie van de Centrino heeft Intel verschillende generaties van het platform uitgebracht, waaronder de in 2008 gelanceerde Centrino 2.
De merknaam Centrino is een verzonnen woord dat uit de Engelse woorden center en neutrino is samengesteld. Dit laatste vanwege de wetenschappelijke connotatie van het woord.

## Noot
1. ↑  Intel® Centrino® Processor Technology: Frequently asked questions